# Libnotes buruicola
Libnotes buruicola là một loài ruồi trong họ Limoniidae. Chúng phân bố ở miền Australasia.